# Tobías Ramírez
Pour les articles homonymes, voir Ramírez.
Tobías Ramírez, né le 11 novembre 2006 à Virrey del Pino, est un footballeur argentin qui joue au poste de défenseur central aux Argentinos Juniors.

## Biographie

### Carrière en club
Né à Virrey del Pino, dans la province de Buenos Aires en Argentine, Tobías Ramírez est formé par les Argentinos Juniors, où il commence sa carrière professionnelle en championnat d'Argentine. Il joue son premier match avec l'équipe première du club le 28 janvier 2024, titularisé en défense centrale lors d'un match nul 1-1 contre River Plate.

### Carrière en sélection
Tobías Ramírez est international junior avec l'Argentine à partir de l'équipe des moins de 17 ans,.
Début 2025, il est convoqué avec l'équipe d'Argentine des moins de 20 ans pour participer au Championnat d'Amérique du Sud des moins de 20 ans qui a lieu en janvier et février 2025,. L'Argentine termine à la deuxième place de la compétition, derrière un Brésil qu'elle avait pourtant humilié 6-0 en ouverture,, l'Argentine restant en tête du championnat jusqu'à la dernière journée, où elle s'incline 3-2 contre le Paraguay de Luca Kmet et Diego León, leur première défaite de la compétition,,.

## Palmarès
Argentine -20 ans
- Championnat d'Amérique du Sud
  - Vice-champion en 2025